# Trygonorrhinidae
A Trygonorrhinidae a porcos halak (Chondrichthyes) osztályába és a Rhinopristiformes rendjébe tartozó család.

## Rendszertani eltérések
Egészen 2016-ig az idetartozó fajokat, még a hegedűrája-félék (Rhinobatidae) családjába sorolták be. A FishBase egyelőre még hegedűrájákként kezeli ezeket a fajokat.

## Rendszerezés
A legújabb rendszerezés szerint a családba az alábbi 3 élő nem tartozik:
- Aptychotrema Norman, 1926 - 3 élő faj és 1 fosszilis faj
- Trygonorrhina J. P. Müller & Henle, 1838 - 2-3 élő faj; típusnem
- Zapteryx D. S. Jordan & C. H. Gilbert, 1880 - 3 élő faj

Mivel még mindig folytatódnak a nemek átrendezései, illetve a fajok áthelyezései, manapság még nem lehet pontos fajszámot mondani.

### Fordítás
- Ez a szócikk részben vagy egészben  a   Trygonorrhinidae című angol Wikipédia-szócikk ezen változatának fordításán alapul.  Az eredeti cikk szerkesztőit annak laptörténete sorolja fel. Ez a jelzés csupán a megfogalmazás eredetét és a szerzői jogokat jelzi, nem szolgál a cikkben szereplő információk forrásmegjelöléseként.